# Selenia maculosa
Selenia maculosa är en fjärilsart som beskrevs av Barend J. Lempke 1951. Selenia maculosa ingår i släktet Selenia och familjen mätare. Inga underarter finns listade.